# チベタン・マスティフ
チベタン・マスティフ (英語：Tibetan Mastiff) は、チベット高原を原産地とする超大型犬。その名が示すように俗にチベット犬とも呼ばれる希少種である。中国語では「藏獒」(Zàng áo) あるいは「西藏獒犬」(Xīzàng áoquàn) となり、「東方神犬」の異名もある。チベット語ではདོ་ཁྱི།（ドーキー）と呼ばれている。

## 特徴
体高66cm、体重64～82kg。主人への忠誠心が強く、外敵に対しては勇敢に戦う犬種である。そのため番犬、護衛犬、猟犬に優れている。
本種の外見上、特に首周りの毛の特徴から「獅子型」と「虎型」にタイプが分けられる。なお「獅子型」はさらに毛の長い「大獅子頭型」と短い「小獅子頭型」に分けられる。毛の色からは、主に黒色、赤毛、金黒、灰、白、黄から構成されており、尾の毛は長く巻いているため、中国ではその部位をキクの花に例えられている。
本種の疾患としては、大型犬特有の股関節形成不全になりやすいことが挙げられている。

## 歴史

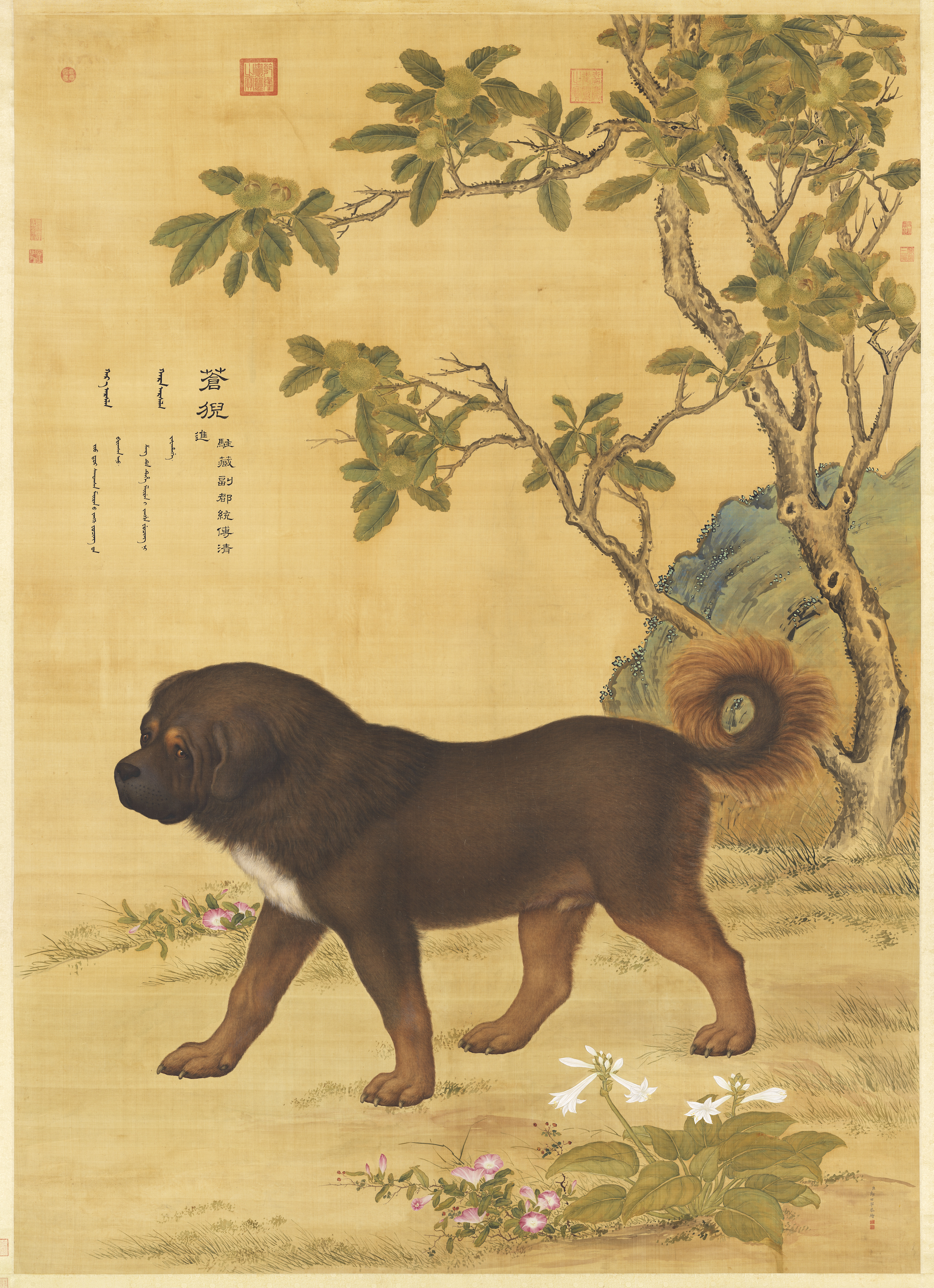
ジュゼッペ・カスティリオーネによる絵

古くからチベット高原の牧畜民が牧羊犬や番犬として飼育し、世界の大型犬、特にモロシア犬（モロサス・タイプ）の原種の一つと見られている。
モンゴル帝国の初代皇帝であるチンギス・ハーンは3万匹のチベタン・マスティフ軍団を引き連れて西征したと言われる。またマルコ・ポーロの『世界の記述』（いわゆる『東方見聞録』）で「ロバのように高く、ライオンのように力強い声。凶暴で大胆」と記述されている生物は、チベタン・マスティフを指していると考えられている。中央アジアに遠征したアレクサンドロス大王によってギリシャに、さらにそこからローマに伝わり、ヨーロッパのマスティフの祖先となったとされる。
19世紀初めにチベットではほとんど絶滅したが、イギリスでは国王のジョージ4世が2頭所有し、ヴィクトリア女王にも献上されていた。
中国では国家第二類保護動物に指定されている。2006年には中国公安部が警察犬の輸入依存対策としてチベタン・マスティフの採用を発表した。

## 現況

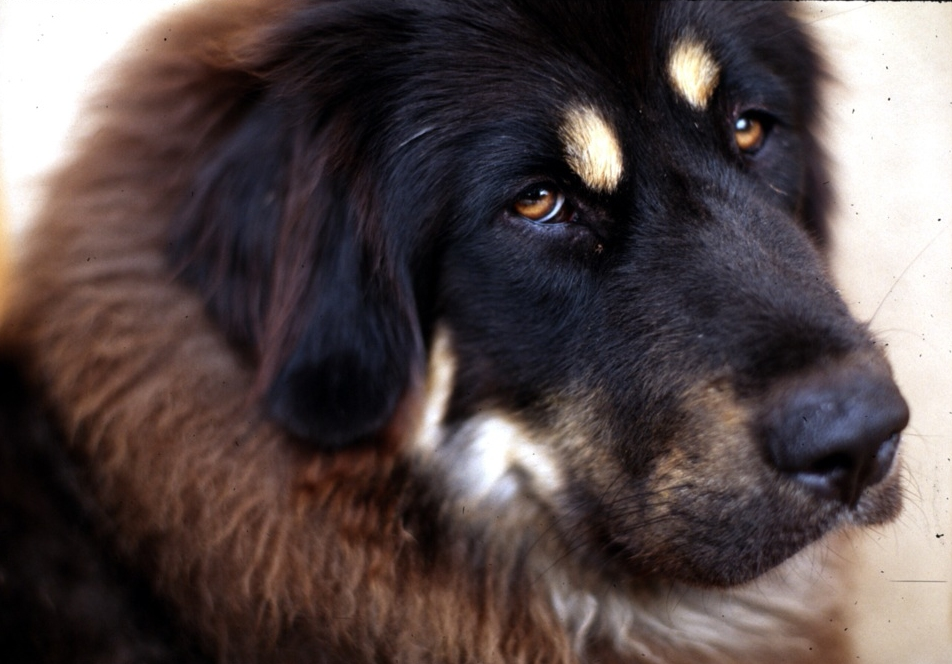
首周りの毛色に注意

2010年頃から、中国での価格は1匹10万元（約130万円）から1000万元（約1億6000万円）もする高額な犬種となっており、主に富裕層の間で人気化し、2014年には史上最高額の1200万元（2億円）まで暴騰して世界一高価な犬と呼ばれた。特に「大獅子頭型」という首の周りの毛が雄のライオンのように見えるもの（右画参照）が好まれる傾向がある。北京周辺にいくつもの飼育場があるとされていた。しかし、2013年頃から、価格の暴落、躾の失敗による事件の多発、そして富裕層の没落が相まって人気は失墜しており、2016年には数百元でも買い手がつかない状況になっている。
2013年8月には、中国・河南省漯河市にある「人民公園」内の動物園で、チベタン・マスティフをライオンと偽って展示していた事件が発覚した。